# Coppa Europa di rugby 1954
La Coppa Europa 1954 fu la 5ª edizione del campionato europeo di rugby a 15 organizzato dalla FIRA, nonché il secondo con tale denominazione.
La formula scelta dalla FIRA per tale torneo fu quella di una finale a quattro da tenersi in Italia.
Le Nazionali iscritte furono sei, per cui si rese necessario procedere a due turni preliminari di spareggio per portare a quattro le partecipanti alla fase finale, dapprima tra Spagna e Portogallo a Madrid e, a seguire, tra la vincente di quest'ultimo incontro, la Spagna, e il Belgio a Treviso.
Le semifinali si tennero a Parma (Francia — Germania Ovest 28-3) e Napoli (Italia — Spagna 16-6).
La finale, tenutasi allo Stadio dei Centomila di Roma (odierno Stadio Olimpico), vide di fronte Francia e Italia e, per la quinta volta consecutiva, furono i francesi a vincere il torneo.
Il valore delle marcature, come stabilito dall’IRFB nel 1948, era: 3 punti per ciascuna meta (5 se trasformata), 3 punti per la realizzazione di ciascun calcio piazzato, mark o drop.

## Squadre partecipanti
- Belgio
- Francia
- Germania Ovest
- Italia
- Portogallo
- Spagna

## Turni preliminari

### 1º turno preliminare
| Arbitro: | Sampieri |

|                                               |      |  |
| Rivás 51’, 61’ Ollé 70’ Juan 78’ Compañón 80’ | mt   |  |
| Corominas 78’                                 | tr   |  |
| Hernández 53’, 58’                            | c.p. |  |

### 2º turno preliminare
| Arbitro: | Silvio Pozzi |

|  |      |                    |
|  | mt   | 60’ Manin 70’ Juan |
|  | tr   | 70’ Jorge          |
|  | c.p. | 35’, 50’ Jorge     |

## Semifinali
| Parma 19 aprile 1954 | Francia XV | 28 – 3 | Germania Ovest | Stadio Ennio Tardini |

| Arbitro: | Ange Siccardi |

|                                            |      |             |
| Rosi 13’ Stievano 35’ Gerosa 53’ Masci 63’ | mt   |             |
| Dari 35’, 63’                              | tr   |             |
|                                            | c.p. | 70’ Estebán |
|                                            | drop | 28’ Calzada |

## Finale
| Arbitro: | Peter Francis Cooper |

|                                |      |                                                                        |
| P. Gabrielli 1’ Lanfranchi 77’ | mt   | 9’, 20’ M. Prat 43’ Lepatey 55’, 68’ Murillo 72’ Larréguy 80’ Boniface |
|                                | tr   | 9’, 20’, 43’, 68’, 72’, 80’ J. Prat                                    |
| Dari 23’, 59’                  | c.p. | 11’, 17’ J. Prat                                                       |